# República de Kalakuta
La República de Kalakuta fue una micronación fundada por el músico y activista político Fela Kuti, en su propia casa, en el que vivió con su familia y los miembros de su banda. Localizada en el número 14 de Agege Motor Road, Idi-Oro, Mushin, Lagos, Nigeria, disponía de un centro de salud gratuito y un estudio de grabación. Fela declaró su independencia de Nigeria después de volver de Estados Unidos en 1970.
La micronación brindaba asilo político a músicos, amigos y la familia extensa del popular músico y activista afro-pop Fela Kuti
La palabra “kalakuta” era una mofa de la celda en la que Fela fue encarcelado llamada Calcutta. El complejo se quemó por completo el 18 de febrero de 1977, después del asalto a cargo de miles de soldados armados.
Antes del ataque, Fela hizo un disco llamado Zombie (album), sobre el régimen militar nigeriano. En la canción, los soldados son representados como zombis por obedecer ciegamente las órdenes del estado. Una de las frases de la canción, en inglés pidgin, dice “zombie no anda si no le dices que ande”. Aunque no criticaba la idea de servicio militar, Fela estaba frustrado con la base del ejército nigeriano que permitía la corrupción y la intimidación de sus comunidades por parte de los corruptos y los ricos, mientras seguía ciegamente las órdenes de intimidar a los nigerianos.
La canción tuvo bastante éxito en Nigeria, perturbando al jefe de Estado General Olusegun Obasanjo. El militar estaba descontento con las constantes críticas de Fela y dijo que era indecoroso tener una república dentro de una república. Los tabloides nigerianos publicaron historias lúgubres pero no verificadas de chicas atraídas y corrompidas por los miembros de la banda de Fela.
Durante el ataque a la República de Kalakuta por los soldados nigerianos, Francis Abigail Olufunmilayo Thomas, madre de Fela, fue empujada por una ventana del segundo piso y murió después de pasar casi ocho semanas en coma.
Después del saqueo de la República de Kalakuta, Fela planeó casarse con 27 de sus coristas en una ceremonia masiva en la oficina de su abogado, Tunji Braithwaite, como celebración del primer aniversario el 18 de febrero de 1978, pero fracasó. Pero dos días más tarde, el 20 de febrero de 1978, se casó en secreto con las 27 mujeres, popularmente conocidas como “Queens”, en el desaparecido Hotel Parisona, en la carretera de Ikorodu (Lagos). Fela dijo que no tendría relaciones matrimoniales con todas las mujeres como sugerían los tabloides, y que se había casado con ellas ya que no podían encontrar trabajo después de que el estudio de grabación fuera quemado. Según Fela, en la tradición africana, cuando una mujer estaba en peligro de quedar desfavorecida, era el deber del hombre en su comunidad casarse con ella como medio de protección.
Cuando Fela murió se le enterró en su micronación.